# 玉ノ国光国
玉ノ国 光国（たまのくに みつくに、1975年12月28日 ‐ ）は、福島県西白河郡泉崎村出身（出生地は秋田県湯沢市（旧雄勝郡雄勝町））で片男波部屋に所属していた元大相撲力士。本名は、岡部 光国（おかべ みつくに）。得意手は突き、左四つ、寄り。あだ名は本名に由来する"黄門様"。最高位は東十両7枚目（2001年3月場所）。
後述の通り、現役後期は玉光国 喜太郎（たまみつくに きたろう）の四股名を名乗り土俵に上がっていたが、十両在位時は全て玉ノ国の四股名で通した。

## 人物
元プロボクサー・タートル岡部の長男で、元関脇玉乃島の兄である。また、元大関清國の甥で、落語家林家希林は従弟にあたる。
自身の出生地は秋田県、育ちは東京都文京区であるが、日本相撲協会へは父親の故郷である福島県を出身地として届け出た。

## 来歴
子供の頃から文京針ヶ谷相撲クラブに通って相撲を習い、地元の文京区から相撲部屋まで出向いて出稽古を行う生活を送っていた。小学校時代から数々の部屋の勧誘を受け、「中学卒業後は部屋に来てほしい」と期待されていた。だが母方の伯父である清國はタートル岡部及びその妻（清国の実妹）と折り合いが悪く、また清國の率いる旧伊勢ヶ濱部屋は当時部屋経営のトラブルが相次ぎ稽古に専念できる環境でなかったことから、伊勢ヶ濱部屋とは縁がなかった（清國の項を参照。玉光国の四股名も本名に由来しているに過ぎず、清國とは無関係である）。目黒高等学校（現・目黒学院高等学校）、東洋大学時代には全国大会に出場するなど活躍した。大学卒業と共に弟の新（のちの玉乃島）と共に片男波部屋に入門し、1998年3月場所に幕下付出から玉ノ国光国の四股名で初土俵を踏んだ。着実に番付を上げて行き、所要8場所で1999年7月場所には十両に昇進した。
しかし、4勝11敗と負け越し、1場所で幕下に陥落した。2000年3月場所に東幕下5枚目の地位で7戦全勝の成績で幕下優勝を果たし、翌5月場所には十両に復帰した。暫く、十両に定着していたが、椎間板ヘルニアを患ってから精彩を欠く相撲が多くなり、2001年7月場所に幕下に陥落。以降、2年以上幕下上位で一進一退を続けていたが、2003年5月場所に東幕下4枚目で2度目の幕下優勝を果たし、翌7月場所には13場所ぶりに十両に返り咲いた。しかし、3勝12敗と負け越し、三度幕下に陥落した。2004年1月場所・3月場所は腰痛の悪化によりいずれも全休。この結果、翌5月場所には西三段目66枚目まで番付を落としてしまった。復帰した翌5月場所以降、玉光国喜太郎に四股名を改名。以降復調し、2005年7月場所には西幕下2枚目まで番付を戻し、4度目の十両昇進も狙えたが3勝4敗と負け越し悲願は成らなかった。それ以降は幕下中位から下位に低迷し、2007年11月場所・2008年1月場所を連続で全休したのを最後に現役を引退した。
引退後は赤木屋証券にディーラーとして勤務していたが、2012年2月末を以て退社。折しも赤木屋証券が証券業から撤退して喫茶店・赤木屋珈琲の営業に専念する直前の時期であった。同年6月から元・若孜の中尾浩規がオーナーを務める「ジンギスカンゆきだるま両国部屋｣での勤務を経て、2014年6月からは、新規開店した「ジンギスカンゆきだるま亀戸部屋」の店長に就任している。

## 主な略歴
- 初土俵：1998年3月場所
- 新十両：1999年7月場所
- 引退：2008年1月場所

## 主な成績
- 生涯成績：244勝219敗31休 勝率.527
- 十両成績：54勝80敗1休 勝率.403
- 現役在位：60場所
- 十両在位：9場所
- 各段優勝
  - 幕下優勝：2回（2000年3月場所、2003年5月場所）

| | 一月場所 初場所（東京）   | 三月場所 春場所（大阪）  | 五月場所 夏場所（東京） | 七月場所 名古屋場所（愛知） | 九月場所 秋場所（東京） | 十一月場所 九州場所（福岡） |
| --- | ------------------------- | ------------------------ | ----------------------- | --------------------------- | ----------------------- | --------------------------- |
| 1998年 （平成10年） | x                         | 幕下付出60枚目 4–3       | 東幕下51枚目 6–1        | 東幕下24枚目 4–3            | 東幕下17枚目 4–3        | 東幕下14枚目 4–3            |
| 1999年 （平成11年） | 西幕下8枚目 5–2           | 西幕下3枚目 3–4          | 東幕下7枚目 6–1         | 西十両13枚目 4–11           | 西幕下8枚目 3–4         | 東幕下16枚目 5–2            |
| 2000年 （平成12年） | 東幕下9枚目 4–3           | 東幕下5枚目 優勝 7–0     | 西十両8枚目 7–8         | 西十両9枚目 7–8             | 西十両10枚目 7–8        | 東十両11枚目 7–8            |
| 2001年 （平成13年） | 西十両12枚目 8–7          | 東十両7枚目 5–9–1        | 西十両11枚目 6–9        | 西幕下2枚目 4–3             | 東幕下筆頭 2–5          | 東幕下11枚目 4–3            |
| 2002年 （平成14年） | 東幕下9枚目 5–2           | 東幕下3枚目 1–7          | 西幕下24枚目 3–4        | 東幕下33枚目 5–2            | 西幕下18枚目 5–2        | 東幕下8枚目 6–1             |
| 2003年 （平成15年） | 東幕下2枚目 3–4           | 東幕下7枚目 4–3          | 東幕下4枚目 優勝 7–0    | 東十両9枚目 3–12            | 東幕下6枚目 3–4         | 東幕下12枚目 2–5            |
| 2004年 （平成16年） | 西幕下25枚目 休場 0–0–7   | 東三段目6枚目 休場 0–0–7 | 西三段目66枚目 6–1      | 西三段目11枚目 6–1          | 東幕下35枚目 6–1        | 西幕下14枚目 5–2            |
| 2005年 （平成17年） | 西幕下7枚目 1–6           | 東幕下30枚目 6–1         | 東幕下11枚目 5–2        | 西幕下2枚目 3–4             | 東幕下6枚目 4–3         | 西幕下4枚目 1–7             |
| 2006年 （平成18年） | 東幕下22枚目 4–3          | 東幕下18枚目 3–4         | 西幕下25枚目 4–3        | 東幕下19枚目 1–4–2          | 西幕下49枚目 5–2        | 西幕下34枚目 3–4            |
| 2007年 （平成19年） | 東幕下41枚目 4–3          | 西幕下32枚目 2–5         | 東幕下54枚目 4–3        | 西幕下46枚目 5–2            | 東幕下32枚目 3–4        | 東幕下40枚目 休場 0–0–7     |
| 2008年 （平成20年） | 西三段目20枚目 引退 0–0–7 | x                        | x                       | x                           | x                       | x                           |
| 各欄の数字は、「勝ち-負け-休場」を示す。 優勝 引退 休場 十両 幕下 三賞：敢=敢闘賞、殊=殊勲賞、技=技能賞 その他：★=金星 番付階級：幕内 - 十両 - 幕下 - 三段目 - 序二段 - 序ノ口 幕内序列：横綱 - 大関 - 関脇 - 小結 - 前頭（「#数字」は各位内の序列） |                           |                          |                         |                             |                         |                             |

## 改名歴
- 玉ノ国 光国（たまのくに みつくに）1998年3月場所-2004年3月場所
- 玉光国 喜太郎（たまみつくに きたろう）2004年5月場所-2008年1月場所

### 備考
1. ↑  “バース・デイ 2019.9.7 O.A. 元力士たちの第二の人生…過酷な運命を乗り越え今を生きる男たち”.   TBS. 2019年12月2日閲覧。
2. ↑  八番相撲で十両の燁司との対戦が組まれたが、燁司が取組前に引退届を提出したため、不戦勝による勝得となる。自力勝利は無い。